# Polierrot
Polierrot ist ein Poliermittel. Es wird im technischen und künstlerischen Bereich benutzt, um harte Materialien wie Metalle, Glas und Stein zu polieren. Besonders geschätzt ist Polierrot wegen seiner Feinheit und der dadurch produzierten sehr hochwertigen Politur. Hergestellt wird es durch das Glühen von kleesaurem Eisen(II)-oxid, in einer  Fällungsreaktion von schwefelsaurem Eisen(II)-oxid mit Oxalsäure. Je nach dem Grade der Glühhitze erhält man verschiedene Nuancen (hellrot, braunrot, rotbraun bis dunkelviolett) und entsprechende Härtegrade. Das dunkelviolette Polierrot heißt auch wegen seiner besonderen Verwendung Stahlrouge, das hellrote Goldrouge.